# Jeanet Schuurman
Jeanet Schuurman (Wijhe, 14 april 1961) is een Nederlandse voormalig nieuwslezeres.
Schuurman studeerde aan de School voor Journalistiek in Utrecht. Via een stage kwam zij bij de NOS terecht, waar ze verschillende functies vervulde. Zo werkte ze onder meer enkele jaren bij het Jeugdjournaal, NOS Actueel en verzorgde ze een enige tijd het krantenoverzicht voor Met het Oog op Morgen. Sinds 1992 werkt ze voor het NOS Journaal.
Haar functie bij het Journaal omschreef ze eens als "presenterend bureauredacteur". Als Schuurman niet presenteerde, werkte ze voor de buitenlandredactie van de NOS. Haar aanvankelijke ambitie, een carrière in de zang, zei ze nog niet helemaal te hebben opgegeven: "Ik zou graag een cd maken. Dat is mijn droom, en nu niet zeuren over bedrog."
Op 28 juni 2011 nam ze afscheid als nieuwslezeres van het NOS Journaal. Ze bleef wel werkzaam  op de redactie en als voice-over van nieuwsitems.  